# Renfrew (Ontario)
Renfrew è un comune del Canada, situato nella provincia dell'Ontario, nella contea di Renfrew.